# .38 Long Colt
Pour les articles homonymes, voir .38.
La cartouche à poudre noire pour revolver .38 Long Colt fut développée par Colt en 1875 et mise en service dans l'armée américaine de 1889 à 1911. Son manque relatif de pouvoir d'arrêt lors de la Guerre hispano-américaine aboutit à la création du .38 Special.

## Dimensions
Les dimensions validées par la Commission internationale permanente pour l'épreuve des armes à feu portatives (CIP) de la cartouche .38 Long Colt ainsi que les dimensions de la chambre sont listées dans un fichier PDF sur le site de la CIP. 

## Balistique indicative
- Type de la balle : plomb à bout arrondi
- Masse de la balle : 9,7 g
- Vitesse initiale : 223 m/s
- Énergie initiale : 235 J
- Diamètre balle : .361 (9,169 mm)
- Longueur étui : 1.031 (26,19 mm)
- Type étui : à bourrelet